# 大韩民国临时宪法
大韩民国临时宪法是臨時議政院於1919年9月11日颁布的宪法，前身是臨時議政院於1919年4月11日通過的大韓民國臨時憲章。大韓民國臨時憲章內容只有10条，而大韩民国临时宪法內容共有8章58条。
大韩民国临时宪法規定新國家的國號為大韓民國，並且大韓民國是一個民主共和國，這一規定與大韓民國臨時憲章一致。大韓民國臨時憲法的第3條提到大韓帝國的所有領土由大韓民國繼承，大韓民國臨時政府是大韓民國的合法政府。与大韓民國臨時憲章不同的是，大韩民国临时宪法規定大韓民國實行总统制。